# RyanDan
Das kanadische Duo RyanDan besteht aus den eineiigen Zwillingen Ryan und Dan Kowarsky (* 5. Dezember 1979), deren Musik sich aus Klassik, Oper und Pop zusammensetzt.
Ursprünglich waren sie Teil der Boyband Before Four zusammen mit Ohad Einbinder. Danach arbeiteten sie als Gesangsduo „RyanDan“ weiter. Sie sind auch als Komponisten und Musikproduzenten tätig.

## Anfänge
Ryan und Dan sind die jüngsten von fünf Kindern einer jüdischen Familie, die im nördlichen Vorort Thornhill von Toronto aufwuchsen. Ihr Vater Paul, dessen Ursprung in Südafrika liegt, ist ein bekannter Opernsänger. Er sang als Kantor in Synagogen in Südafrika und auch nach seiner Immigration in Kanada. Ryans und Dans Mutter Adele Gould war ebenfalls sehr musikalisch und somit unterstützend. Im Jahre 2004 wurde bei ihr die Parkinsonkrankheit diagnostiziert. In der Oberstufe teilten sich Ryan und Dan eine Hauptrolle in der Schulaufführung von „Joseph and the Amazing Technicolor Dreamcoat“.

## Karriere
Im Alter von 16 Jahren stellten sich Ryan, Dan und ihr Freund Ohad bei Sony Music Canada vor. Mit einer Acapella-Einlage von Show Me the Way erweckten sie an der Rezeption Aufmerksamkeit und erhielten somit einen Plattenvertrag. Ihre Boyband hieß b4-4, wurde jedoch für den europäischen Markt als Before Four vermarktet. Im Jahre 2001 wurden sie für den begehrten Juno Award in Kanada als Best New Group nominiert, verloren aber gegen. Die Band löste sich 2004 auf.
2006 zogen Ryan und Dan nach London, um ihre Karriere fortzusetzen. Sie wollten ernst genommen werden und ein reiferes Publikum erreichen. Sie produzierten ihr Album RyanDan mit dem bekannten Produzenten Steve Anderson, der schon mit Kylie Minogue und Paul McCartney arbeitete. Derzeit steht das Duo bei The Management Trust und Sander Shalinski unter Vertrag.
Sie zitieren Opernsänger Mario Lanza als nachhaltigen Einfluss in ihre Musik. Der Verlust ihrer damals 4-jährigen Nichte, die ihren Kampf gegen den Gehirntumor verlor, regte Ryan und Dan an, während ihrer Aufnahmen den Song, „Tears Of An Angel“ zu schreiben.

## Musikproduktionen
Ryan und Dan widmen sich auch Musikproduktionen anderer Künstler. Ihre Erfahrungen machten sie bereits beim Songschreiben von Black McGraths Album „Time to move“, wo die Zwillinge die Songs „Relax“ und „Burn the floor“ sichtlich beeinflussten. Auch Mia Martinas „Latin Moon“ und „Stereo Love“, sowie „Automatic“ von Danny Fernandes und verschiedene Songs für Tyler Medeiros tragen RyanDans Handschrift.

## Diskografie

### Studioalben
- 2007: RyanDan (CA: Gold)[6]
- 2014: Imagine

### Singles
- 2007: Like the Sun
- 2007: The Face
- 2007: High / O Holy Night
- 2009: Is Love Enough (To Save The World)
- 2009: Open Arms
- 2010: Tears of an Angel

### Songwriting and Produktionen
- 2010: Relax – Blake McGrath
- 2010: Feel It – Danny Fernandes feat. Shawn Desman
- 2010: Girlfriend – Tyler Medeiros feat. Danny Fernandes
- 2010: Automatic – Danny Fernandes feat. Belly
- 2010: Burn the Floor – Blake McGrath
- 2011: Latin Moon – Mia Martina
- 2011: Please Don't Go (Say I Love You) – Tyler Medeiros
- 2011: Stereo Love – Mia Martina
- 2013: Heartbreaker – Mia Martina
- 2015: Guilty as Sin – Dan Talevski
- 2015: My Religion – Dan Talevski
- 2016: Wicked – Tyler Shaw
- 2016: Knock Me Off My Feet – Dan Talevski
- 2016: Rocket – Dan Talevski
- 2017: Birthday Suit – Dan Talevski